# Coronie
Coronie je distrikt Surinamu, který se nachází na pobřeží Atlantiku. Správním centrem je město Totness. Region hraničí se surinamskými distrikty Saramacca na východě, Sipaliwini na jihu a Nickerie na západě.

## Historie
První plantáže byly zakládány od roku 1808 anglickými a skotskými kolonisty (nejstarší plantáž se nazývá Burnside). Coronie se stala samostatným regionem v rámci kolonie v roce 1851. Region neměl až do 40. let 20. století kvalitní pozemní spojení s hlavním městem. Právě v tomto období byla vystavěna komunikace mezi Paramaribo a Totness, která je součástí tzv. East-West Link (pozemní komunikace táhnoucí se přes celý Surinam od venezuelských ke guyanským hranicím).
V září 1965 zde byly vypuštěny čtyři sondážní rakety rakety typu Apache s maximální výškou vzletu 205 km. Rakety byly vypuštěny v rámci výzkumu tryskového proudění. Projekt byl realizován Utrechtskou univerzitou a Nizozemským královským meteorologickým institutem. Rakety poskytla NASA.

## Ekonomika
Coronie, stejně jako většina Surinamu, spoléhá hlavně na zemědělství. Vyprodukované potraviny jsou spotřebovávány při sebezásobování obyvatelstva, tak i jako exportní obchodní artikl mimo území distriktu. Pobřežní prostředí je vhodné pro kokosové a rýžové plantáže. Na konci 20. století se rýže stala hlavní zemědělskou plodinou.
Rovné a blátivé pobřeží s mělkými vodami bránilo výstavbě velkých přístavů a velké lodě proto musely zakotvit míle od břehů a převážet své cestující a náklad po malých člunech.

## Administrativní dělení
Coronie sestává ze tří městých a tří vesnických obvodů.
- městské okruhy
  - Johanna Maria
  - Totness
  - Welgelegen
- vesnické okruhy
  - Friendship
  - Jenny
  - Mary's Hope